# Amelita Baltar interpreta a Piazzolla y Ferrer
Amelita Baltar interpreta a Piazzolla y Ferrer es un álbum de estudio con música cantada por Amelita Baltar, cuyas canciones fueron compuestas por el bandoneonista de tango argentino Astor Piazzolla, con las letras escritas por el poeta uruguayo Horacio Ferrer, fue editado en Argentina en 1970 por el sello CBS.

## Historia
Anteriormente, Amelita Baltar ya había trabajado con el dúo Astor Piazzolla y Horacio Ferrer en el sencillo «Balada para un loco» con «Chiquilín de Bachín» que se presentó en el Festival de la Canción y la Danza, pero que perdió contra el tango «Hasta el último tren». Baltar también fue la cantante de la «operita» María de Buenos Aires. Originalmente el contrato para editar un disco de «Balada para un loco» pertenecía a CBS, pero Piazzolla utilizó el éxito del tema para negociar su regreso a RCA Victor, abandonando al sello Trova. El disco oficial con la versión del festival cantada por Amelita Baltar y con «Chiquilín de Bachín» en el lado B del sencillo salió a la venta a principios de 1970 por Columbia. La versión del festival se grabó el 13 de noviembre cuando el festival aun no había terminado, lo que demuestra la certeza que se tenía que aquel tema fuese el ganador. La canción que ocupó el segundo lado se grabó el 16 de marzo del siguiente año. Mientras Piazzolla se adelantó a grabar el mismo disco, aunque con la voz de Roberto Goyeneche para RCA, cuyas grabaciones se realizaron un 4 de noviembre, los arreglos fueron distintos a la versión del festival. Una diferencia con la versión de Goyeneche es una mayor presencia de cuerdas, y la acentuación del carácter melódico del tema. En «Chiquílin de Bachín» el arreglo era más simple que el que editó Columbia, sin el contracanto de oboe y con la orquesta marcando los tiempos iniciales de cada compás. El sencillo de RCA salió primero a la venta, y meses después se editó el disco de Columbia, seguido del álbum Amelita Balta interpreta a Piazzolla y Ferrer en donde se incluía, además de estas dos canciones, un nuevo grupo de temas, la serie de preludios, «Preludio para el año 3001», «Preludio para la Cruz del Sur» y «Preludio para un canillita», y otras baladas, «Balada para mi muerte», y «Balada para él». Algunas canciones grabadas en aquellas sesiones, pero no incluidas en aquel disco se agregaron a otros registrados en octubre y diciembre para conformar otro álbum titulado La Bicicleta blanca. Con el fin de capitalizar el éxito de «Balada para un loco», Piazzolla editó En persona, donde Ferrer recitaba las letras de las canciones mientras Piazzolla las tocaba solo con bandoneón.

## Lanzamiento y publicaciones
Amelita Baltar interpreta a Piazzolla y Ferrer se editó originalmente en Argentina y Uruguay por el sello CBS en 1970, el álbum estuvo descatalogado por varias décadas, su primera reedición recién apareció en 2005 en Europa, en el formato de CD como una «edición crítica» por el sello Columbia, esta publicación incluyó el sencillo con los temas «Balada para un loco» y «Chiquilín de Bachín» cantados por Amelita Baltar. Sony Music lo reeditó en Argentina en 2010 en formato de CD y en 2015 en formato de disco de vinilo en sonido monofónico. En 2018 CBS lo reeditó en formato de disco de vinilo en Argentina.

## Lista de temas
Todas las canciones escritas y compuestas por Astor Piazzolla (música), Horacio Ferrer (letra) y cantadas por Amelita Baltar. 
| Lado A |                                 |          |  |
| N.º    | Título                          | Duración |  |
| 1.     | «Preludio para el Año 3001»     | 4:07     |  |
| 2.     | «Preludio para la Cruz del Sur» | 7:27     |  |
| 3.     | «Preludio para un Canillita»    | 6:22     |  |

| Lado B |                         |          |  |
| N.º    | Título                  | Duración |  |
| 4.     | «Balada para un loco»   | 4:36     |  |
| 5.     | «Balada para Mi Muerte» | 4:15     |  |
| 6.     | «Balada para El»        | 4:11     |  |
| 7.     | «Chiquilín de Bachín»   | 4:30     |  |

| Bonus track de la edición crítica de 2005 |                       |          |  |
| N.º                                       | Título                | Duración |  |
| 8.                                        | «Balada para un loco» | 4:26     |  |
| 9.                                        | «Chiquilín de Bachín» | 3:18     |  |

## Créditos
- Amelita Baltar - voz
- Astor Piazzolla - bandoneón
- Horacio Ferrer - letras
- Orquesta - no acreditado